# Peña Blanca (Larráinzar)
Peña Blanca es una localidad del municipio de Larráinzar ubicado en la región de Los Altos del estado mexicano de Chiapas.

## Geografía
La localidad de Peña Blanca se sitúa en las coordenadas geográficas 16°54′26″N 92°48′58″O / 16.907222, -92.816111, a una elevación de 1,842 metros sobre el nivel del mar.

## Demografía
Según el Censo de Población y Vivienda 2020, efectuado por el Instituto Nacional de Estadística y Geografía, la localidad de Peña Blanca tiene 166 habitantes, de los cuales 79 son del sexo masculino y 87 del sexo femenino. Su tasa de fecundidad es de 2.42 hijos por mujer y tiene 29 viviendas particulares habitadas.
| Gráfica de evolución demográfica de Peña Blanca entre 1990 y 2020 |
|                                                                   |
| INEGI.                                                            |